# Paul von Gans
Paul Gans, ab 1912 von Gans (* 11. Juli 1866 in Frankfurt am Main; † 18. April 1915 in Garmisch-Partenkirchen) war Chemiker, Erfinder, Mäzen, Automobil- und Luftfahrtpionier, Ballonfahrer, Rennfahrer, Ideenträger der ILA, Begründer der Bayerischen Fliegerschule Oberwiesenfeld bei München und der Transatlantischen Flugexpedition.

## Leben und Werk
Gans entstammte einer der ältesten deutschen jüdischen Familien festen Namens. Die seit 1350 erwähnte Familie Gans war ab 1550 in der Frankfurter Judengasse ansässig. Paul von Gans war der mittlere Sohn des Friedrich Ludwig von Gans (Firma Cassella) und der Auguste Ettling.
Sein Bruder war Ludwig Wilhelm von Gans (Pharma Gans Oberursel), seine Schwester Adela Wetzlar, in zweiter Ehe verheiratete Coit (London). Gans heiratete am 18. Mai 1896 in Konstanz die vermögende, in Marseille geborene Ellinka Freiin von Fabrice, älteste von fünf Töchtern des Eigentümers von Schloss Gottlieben am Bodensee und Urenkelin des Kurfürsten Wilhelm II. (Hessen-Kassel). Sie hatten drei Kinder: Josef Paul (Jozsi) (1897–1963), Margot von Gans (1899–1986), die mit Ernst Udet Schauflüge flog, und Marie Blanche Gräfin Aichelburg (1905–1988).
Noch vor seinem 17. Geburtstag verließ Paul von Gans Frankfurt und studierte Chemie in Straßburg. Das Thema seiner Dissertation lautete Über Monobrombrenztraubensäure und Furazancarbonsäure (Straßburg 1891).
Gans zog 1892 nach Paris und widmete sich den modernen Entwicklungen wie dem Automobil- und Flugwesen. Er gewann 1896 mit einem Benzwagen mit katalytischer Zündung das Rennen Marseille–Nizza und mit seinem Motorrad 1897 das erste Zweirad-Motocycles-Rennen (La Coupe de Motocycles) in Frankreich. Er engagierte sich vermehrt für das Flugwesen, weil er dessen Wichtigkeit für Deutschland erkannte. Zunächst widmete Gans sich der Ballonfahrt, bevor er sich mit eigenen Flugzeug-Konstruktionen befasste. Schon 1895 hatte Gans ein Anwesen bei Untergrainau in Oberbayern erworben, das ihm auch für seine Erfindungen dienlich sein sollte. Das Schmölz genannte Herrenhaus wurde sein ständiger Wohnor. Gans besaß vier Gemälde von Paul Klimsch,  vier von Alfred Oppenheim und seltsamerweise sieben von Ottilie Roederstein.
Er war Gründungsmitglied des 1899 gegründeten Bayerischen Automobil Clubs München (B.A.C.) und Vorsitzender der angeschlossenen Abteilung II für Flugschifffahrt. Sein Fluglehrer war August Euler. Der B.A.C. veranstaltete unter anderem Ballonfahrten und Gans ließ sich einen eigenen Ballon Quo Kadis bei der Augsburger Firma Riedinger bauen.
Sein Vermögen und seine Arbeit steckte Paul von Gans ab 1908 in die Vorarbeiten zur Internationalen Luftschifffahrt-Ausstellung Frankfurt 1909, die ursprünglich in München geplant war. Sein Onkel Leo Gans wurde Vorsitzender im Präsidium. Paul gilt als der Ideenträger für die Internationale Luft- und Raumfahrtausstellung Berlin (ILA) und „graue Eminenz“ des Flugwesens.
Gans entwickelte unter anderem auch ein Fluggerät, nämlich eine Kombination zwischen Eindecker und Schwingenflugapparat mit einem 6-PS-Motor. 1910 gründete Paul Gans die Bayerische Fliegerschule in München-Oberwiesenfeld. Er stellte vier einsitzige Bleriot-Eindecker, einen doppelsitzigen Euler-Zweidecker sowie einen Wright-Doppeldecker den interessierten Offizieren zur Verfügung. 1911 gelang es der Heeresverwaltung, die Vereinbarungen mit Gans zu lösen, und das Kriegsministerium übernahm die private Fliegerschule. Eines seiner Blériot-XI-Flugzeuge schenkte von Gans dem Deutschen Museum München, wo es heute noch zu sehen ist.
Zeitgleich war Gans damit beschäftigt, die Transatlantische Flugexpedition zu gründen. Mit einem lenkbaren Luftschiff, an dem eine Gondel hing, wollte Gans den Ozean überqueren. Die Route sollte von Teneriffa nach New York führen. Dieses eventuelle neue Beförderungsmittel wurde von Prinz und Prinzessin Heinrich von Preußen 1911 auf den Namen Suchard getauft. Die Transatlantische Flugexpedition kam auf Grund des Ersten Weltkrieges jedoch nicht zustande.
Paul von Gans starb mit 48 Jahren. Aus den Werkstätten in Grainau wurde nach 1920 das Karosseriewerk Schmölz, das sein Sohn Jozsi von Gans für seine Automobil-Erfindungen nutzte. Seine Witwe Ellinka heiratete am 11. Januar 1916 ihren Jugendfreund Haupt Graf zu Pappenheim.